# Alexandre da Silva Gabriel
Alexandre da Silva Gabriel (sinh ngày 9 tháng 5 năm 1987) là một cầu thủ bóng đá người Brasil.

## Sự nghiệp câu lạc bộ
Alexandre da Silva Gabriel đã từng chơi cho Avispa Fukuoka.